# قاعدة ذكية
القاعدة الذكية (Smart Dock ) هي ميزة تسمح بوصل الجهاز بشاشة واستعراض محتويات الجهاز من ملفات صوتية وفيديو وصور من خلال جهاز تحكم الشاشة مباشرةً، إضافةً لإمكانية توصيل لوحة مفاتيح أو فأرة لاسلكية واستخدامها بشكل كامل في التحكم بالجهاز من حيث كتابة الرسائل واستعراض المواقع.